# GSat–2
GSat–2 indiai kísérleti távközlési műhold.

## Küldetés
India második távközlési műholdjaként tesztelni kívánta az adatátvitelt (adás-vétel), a földi állomások adásának - vételének képességét, a beépített szolgáltatásokat (internet, távoktatás).

## Jellemzői
Építette és üzemeltette a Bharatiya Antariksh Anusandhān Sangatn (ISAR). Tervezte az Indiai Űrkutatási Szervezet (angolul: Indian Space Research Organisation, ISRO).
Megnevezései: Gsat–2 (Geostationary Satellite); Gramsat; COSPAR: 2003-018A; Kódszáma: 27807.
2003. május 8-án a Sriharikota rakétabázisról LC–11 (LC–Launch Complex) jelű indítóállványról egy GSLV D2 (414 tonna) hordozórakétával állították közepes magasságú Föld körüli pályára. Az orbitális pályája 1436,81 perces, 0,35 fokos hajlásszögű, geostacionárius pálya perigeuma 33 601 kilométer, az apogeuma 38 000 kilométer volt.
Három tengelyesen stabilizált (csillag-Föld érzékeny) űreszköz. Formája téglatest, méretei 2,406 x 1,651 x 1,530 méter, tömege 1850 kilogramm. Az űreszközhöz napelemeket rögzítettek ( fesztávolsága 9,55 méter, 1380 watt), éjszakai (földárnyék) energia ellátását nikkel-kadmium akkumulátorok biztosították. A stabilitás és a pályaelemek elősegítése érdekében gázfúvókákkal felszerelt (üzemanyag mennyisége 840 kilogramm). Négy konverter C-sávos, kettő konverter KU -sávos tartományban dolgozott. Távközlési berendezései közvetlen digitális rádió- és internet átviteli szolgáltatás, tömörített televíziós műsorszórás és más kommunikációs szolgáltatások (távoktatás). A napelemek, az antenna és a stabilizátor rúd a napenergia vitorla sikeresen kinyíltak.
Kísérleti eszközei
1. Méri az űreszközt érő összes sugárterhelést (TRDM), a sugárterhelés hatását az érzékeny térvezérlésű tranzisztorra (RADFET).
2. Méri a műhold közelében lévő töltéseket (SMC).
3. X -ray spektrométerrel (SOXS) méri a napkitörés során keletkező 10 MeV energiájú részecskék jelenlétét.
4. szcintillációs detektorral a térszerkezet  dinamikus és időbeli változásait (CRABEX).

A légkörbe történő belépésének ideje ismeretlen.